# Wolfgang Juchem
Wolfgang Juchem (* April 1940) ist ein deutscher Revisionist des rechtsextremen Spektrums.

## Leben
Im Alter von 16 Jahren schloss sich Juchem 1956 der rechtsextremen Jungen Deutschen Gemeinschaft (JDG), der Jugendorganisation der Deutschen Gemeinschaft an. Dort wurde er  Kameradschaftsführer. Er beendete eine Ausbildung als Diplom-Verwaltungswirt (FH). Seit dem 7. Januar 1959 arbeitete er für die Bundeswehr, zunächst in Fritzlar, später in Bad Neuenahr. Für die Bundeswehr war Juchem fast 30 Jahre beruflich tätig, teilweise in geheimer Mission als Abhörspezialist auf dem Hohen Meißner. Seine letzte bei der Bundeswehr ausgeübte Tätigkeit war beim Militärischen Abschirmdienst (MAD). Er schied 1988 im Dienstgrad eines Hauptmanns aus.
Von 1965 bis 1976 war Juchem Mitglied der Nationaldemokratischen Partei Deutschlands (NPD). Im Herbst 1976 gründete er eine eigene Organisation mit dem Namen „Friedensaktion Wiedervereinigung“, die sich am 3. Oktober 1990 in „Aktion freies Deutschland“ (AFD) umbenannt hat und vom Verfassungsschutz als „revisionistische Kleinstgruppe“ eingestuft wurde.
Ende 1992, Anfang 1993 traf Juchem mehrmals den israelischen Journalisten Yaron Svoray, der als Ron Furey im Auftrag des Simon Wiesenthal Center die deutsche Neonazi-Szene unterwanderte. Svoray sollte herausfinden, wie stark die rechtsextreme Szene ist, wie sie sich finanziert und wer die wichtigen Führungspersönlichkeiten sind. Svoray kam zur Erkenntnis, dass Juchem in allen Lagern des Rechtsextremismus eine sehr hohe Reputation hat. Viele trauten ihm daher zu, die zersplitterte Neonazi-Szene zu vereinen.
Juchem tritt häufig als Redner auf Veranstaltungen im rechtsextremen Spektrum auf, zum Beispiel auf den von Jürgen Rieger initiierten „Hetendorfer Tagungswochen“ oder im Rahmen der Rudolf-Heß-Gedenkmärsche. Bei einer der letzteren Veranstaltungen sprach Juchem davon, die „selbsterklärten Demokraten“ Nachkriegsdeutschlands verbreiteten seit Jahrzehnten „Märchen“ über Rudolf Heß, der in Wahrheit ein „Repräsentant des anständigen, des deutschen Deutschlands“ sei.
Juchem wurde in verschiedenen Landes- und Bundes-Verfassungsschutzberichten als Rechtsextremist namentlich erwähnt, insbesondere aufgrund seiner antisemitischen und revisionistischen Äußerungen und Publikationen.

## Einzelbelege
1. ↑  Hessische Niedersächsische Allgemeine Nr. 94, 23. April 1993 Seite 4
2. ↑  Verfassungsschutzbericht Land Brandenburg 2002, 123
3. ↑  Dokumentation des Einsatzes im Nizkor Projekt (Memento vom 18. Juli 2011 im Internet Archive)
4. ↑  Deutscher Bundestag: Drucksache 13/8234 vom 15.07.1997 (Memento vom 4. März 2016 im Internet Archive)
5. ↑  Jan Herman Brinks, Edward Timms, Stella Rock: Nationalist myths and modern media: contested identities in the age of globalization. International Library of Political Studies, Band 10, I.B.Tauris, 2006
6. ↑  z. B. Innenministerium von Niedersachsen (Hg.): Verfassungsschutzbericht Niedersachsen 2000, S. 77, 79
7. ↑  Innenministerium des Freistaates Sachsen (Hg.): Verfassungsschutzbericht 2003 des Freistaates Thüringen (Memento vom 6. Oktober 2009 im Internet Archive)

| Personendaten    | Personendaten                                      |
| ---------------- | -------------------------------------------------- |
| NAME             | Juchem, Wolfgang                                   |
| KURZBESCHREIBUNG | deutscher Revisionist des rechtsextremen Spektrums |
| GEBURTSDATUM     | April 1940                                         |
| GEBURTSORT       | Deutschland                                        |